# Équipe du Canada de hockey sur glace au Championnat du monde 2008
L'Équipe Canada est classée au premier rang au classement mondial de hockey sur glace de la Fédération internationale de hockey sur glace avant d'entreprendre la saison 2008 des tournois internationaux.

## Contexte
Le championnat du monde 2008 est disputé entre le 2 mai 2008 et le 18 mai 2008 dans les villes de Halifax et de Québec au Canada. Il s'agit de la soixante-douzième édition du tournoi.

## Alignement

### Joueurs
| Numéro | Nom                 | Position  | Date de naissance | Équipe                    | PJ | B  | A  | Pts | Pun | Participation |
| ------ | ------------------- | --------- | ----------------- | ------------------------- | -- | -- | -- | --- | --- | ------------- |
| 2      | Hamhuis, Dan        | Défenseur | 13 décembre 1982  | Predators de Nashville    | 9  | 1  | 1  | 2   | 8   | 3e            |
| 4      | Bouwmeester, Jay    | Défenseur | 27 septembre 1983 | Panthers de la Floride    | 9  | 0  | 0  | 0   | 4   | 3e            |
| 7      | Giordano, Mark      | Défenseur | 3 octobre 1983    | HK Dinamo Moscou          | -  | -  | -  | -   | -   | 1re           |
| 8      | Burns, Brent        | Défenseur | 9 mars 1985       | Wild du Minnesota         | 9  | 3  | 6  | 9   | 16  | 1re           |
| 9      | Roy, Derek          | Attaquant | 4 mai 1983        | Sabres de Buffalo         | 9  | 5  | 5  | 10  | 6   | 1re           |
| 10     | Sharp, Patrick      | Attaquant | 27 décembre 1981  | Blackhawks de Chicago     | 9  | 3  | 0  | 3   | 4   | 1re           |
| 12     | Staal, Eric         | Attaquant | 29 octobre 1984   | Hurricanes de la Caroline | 8  | 4  | 3  | 7   | 6   | 2e            |
| 14     | Kunitz, Chris       | Attaquant | 26 septembre 1979 | Ducks d'Anaheim           | 9  | 2  | 5  | 7   | 4   | 1re           |
| 15     | Heatley, Dany       | Attaquant | 21 janvier 1981   | Sénateurs d'Ottawa        | 9  | 12 | 8  | 20  | 4   | 5e            |
| 16     | Toews, Jonathan     | Attaquant | 29 avril 1988     | Blackhawks de Chicago     | 9  | 2  | 3  | 5   | 8   | 2e            |
| 19     | Doan, Shane         | Attaquant | 10 octobre 1976   | Coyotes de Phoenix        | 9  | 2  | 4  | 6   | 6   | 5e            |
| 21     | Mayers, Jamal       | Attaquant | 24 octobre 1974   | Blues de Saint-Louis      | 9  | 2  | 3  | 5   | 2   | 3e            |
| 22     | Keith, Duncan       | Défenseur | 16 juillet 1983   | Blackhawks de Chicago     | 9  | 0  | 2  | 2   | 6   | 1re           |
| 24     | Staios, Steve       | Défenseur | 28 juillet 1973   | Oilers d'Edmonton         | 9  | 0  | 0  | 0   | 2   | 4e            |
| 25     | Chimera, Jason      | Attaquant | 2 mai 1979        | Blue Jackets de Columbus  | 9  | 0  | 2  | 2   | 6   | 2e            |
| 26     | Saint-Louis, Martin | Attaquant | 18 juin 1975      | Lightning de Tampa Bay    | 9  | 2  | 8  | 10  | 0   | 1re           |
| 51     | Getzlaf, Ryan       | Attaquant | 10 mai 1985       | Ducks d'Anaheim           | 9  | 3  | 11 | 14  | 10  | 1re           |
| 52     | Green, Mike         | Défenseur | 12 octobre 1985   | Capitals de Washington    | 9  | 4  | 8  | 12  | 2   | 1re           |
| 55     | Jovanovski, Ed      | Défenseur | 26 juin 1976      | Coyotes de Phoenix        | 9  | 0  | 1  | 1   | 4   | 4e            |
| 61     | Nash, Rick          | Attaquant | 16 juin 1984      | Blue Jackets de Columbus  | 9  | 6  | 7  | 13  | 6   | 3e            |
| 89     | Gagner, Sam         | Attaquant | 10 août 1989      | Oilers d'Edmonton         | 1  | 0  | 0  | 0   | 0   | 1re           |
| 91     | Spezza, Jason       | Attaquant | 13 juin 1983      | Sénateurs d'Ottawa        | 9  | 1  | 2  | 3   | 0   | 1re           |

### Gardiens de but
| Numéro | Nom              | Date de naissance | Équipe                    | PJ | V | D | Min | BC | Moy  | Bl | A | Pts | Pun | Participation |
| ------ | ---------------- | ----------------- | ------------------------- | -- | - | - | --- | -- | ---- | -- | - | --- | --- | ------------- |
| 30     | Ward, Cam        | 29 février 1984   | Hurricanes de la Caroline | 5  | 4 | 1 | 303 | 13 | 2,58 | 0  | 0 | 0   | 0   | 2e            |
| 31     | Leclaire, Pascal | 7 novembre 1982   | Blue Jackets de Columbus  | 4  | 4 | 0 | 240 | 8  | 2,00 | 1  | 0 | 1   | 1   | 1re           |
| 32     | Garon, Mathieu   | 9 janvier 1978    | Oilers d'Edmonton         | -  | - | - | -   | -  | -    | -  | - | -   | -   | 1re           |

### Entraîneurs
| Poste                | Nom              | Équipe               |
| -------------------- | ---------------- | -------------------- |
| Entraîneur-chef      | Hitchcock, Ken   | Sabres de Buffalo    |
| Assistant entraîneur | Burns, Pat       | -                    |
| Assistant entraîneur | Johnston, Mike   | Kings de Los Angeles |
| Assistant entraîneur | MacTavish, Craig | Oilers d'Edmonton    |

## Résultats
- Classement final au terme du tournoi[3] :  Médaille d'argent
- Dany Heatley, Mike Green et Rick Nash sont nommés sur l'équipe d'étoiles du tournoi[4]
- Brent Burns est nommé meilleur défenseur du tournoi, Dany Heatley est nommé meilleur attaquant ainsi que joueur le plus utile à son équipe lors du tournoi – MVP[5]